# تقسیم‌کننده‌های توان و تزویج‌گرهای جهت‌دار

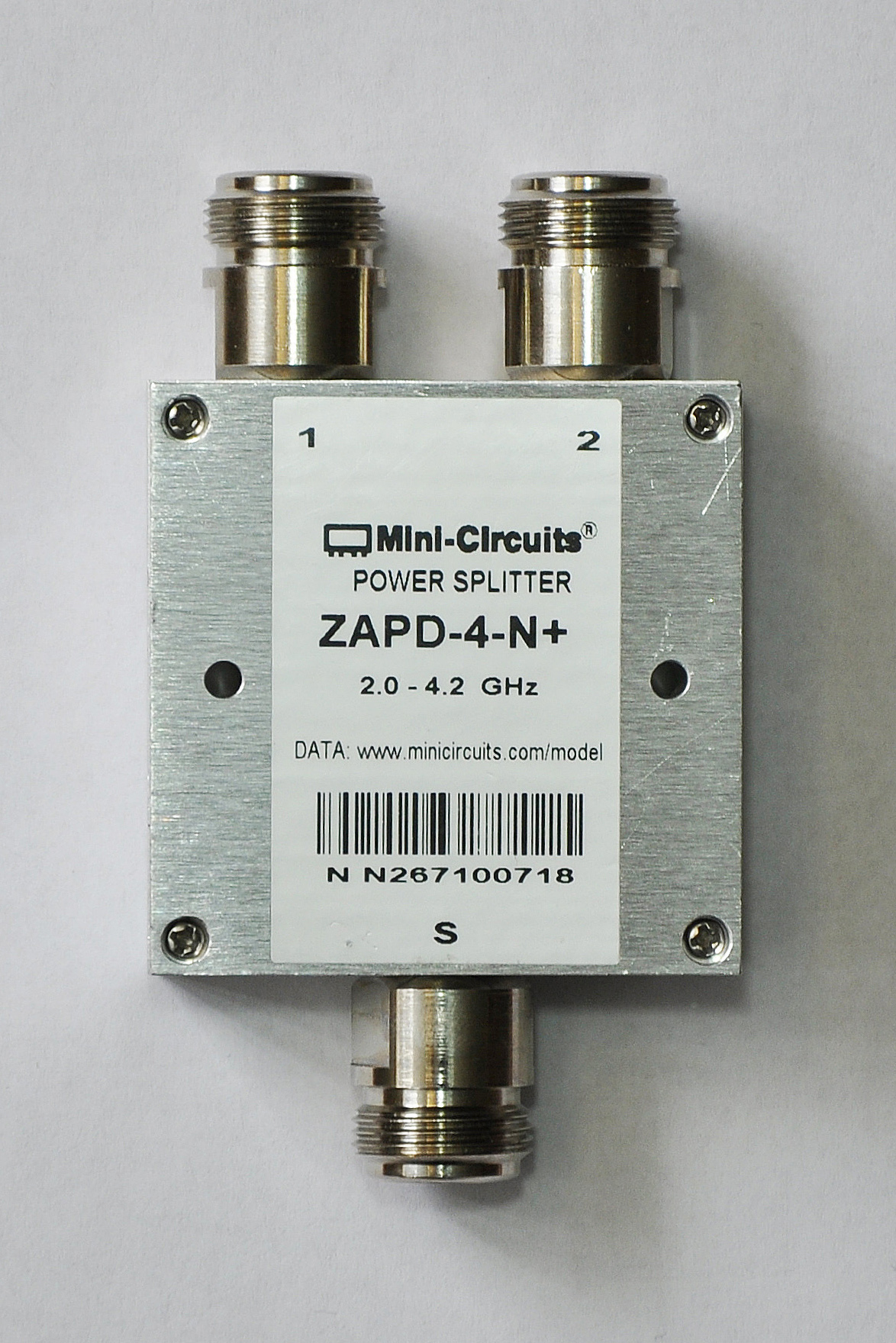
تقسیم‌کننده/ترکیب‌کننده توان ۳ دسی بل ۲٫۰–۴٫۲ گیگاهرتز.

تقسیم‌کننده‌های توان (همچنین جداکننده‌های توان و در صورت استفاده وارون، ترکیب‌کننده‌های توان) و تزویج‌گرهای جهت‌دار قطعات غیرفعال هستند که بیشتر در زمینه فناوری رادیویی استفاده می‌شوند. آنها مقدار مشخصی از توان الکترومغناطیسی یک خط انتقال را به یک درگاه که سیگنال را در مدار دیگری استفاده می‌کند، تزویج می‌کنند. یکی از ویژگی‌های اساسی تزویج‌گرهای جهت‌دار این است که آنها فقط توان جاری را در یک جهت تزویج‌می‌کنند. توان واردسازی درگاه خروجی به درگاه جداشده تزویج می‌شود اما نه به درگاه تزویج‌شده. یک تزویج‌گر جهت‌دار که برای جداکردن توان به‌طور مساوی بین دو درگاه طراحی‌شده‌است، تزویج‌گر ترکیبی نامیده می‌شود.

شکل ۱. دو علامت برای تزویج‌گرهای جهت‌دار استفاده‌شده

شکل ۲. نماد تقسیم‌کننده توان

#### خطوط انتقال تزویج‌شده

شکل ۴. تزویج‌گر جهت‌دار λ/۴ تک-بخش

#### تزویج‌گر خط-فرعی

شکل ۹. یک تزویج‌گر خط-فرعی ۳-بخشی پیاده‌شده روی قالب مسطح

### تقسیم‌کننده‌های توان

شکل ۱۰. تقسیمش توان پیوند-T ساده در قالب مسطح

#### تزویج‌گر حلقه ترکیبی

شکل ۱۲. تزویج‌گر حلقه ترکیبی در قالب مسطح

#### تزویج‌گر جهت‌دار حفره ای

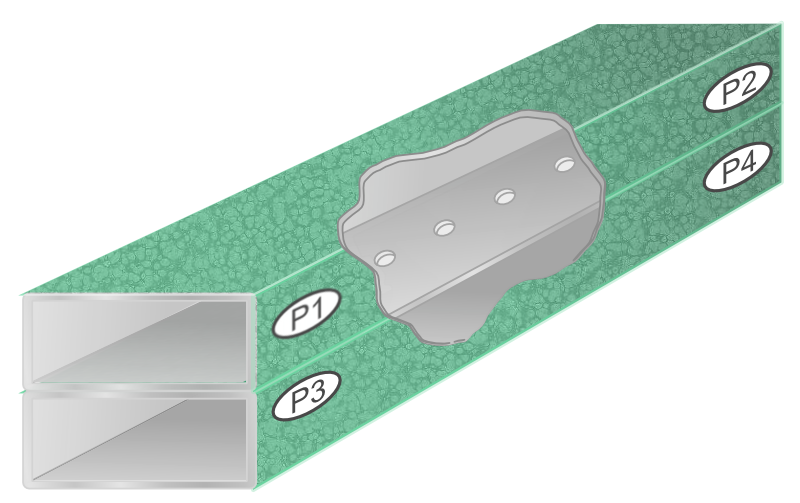
شکل ۱۴. یک تزویج‌گر جهت‌دار چندحفره

## انواع موجبر

### تزویج‌گرهای جهت‌دار موجبر

#### تزویج‌گر فاز-معکوس‌شده شوینگر
تزویج‌گر فاز-معکوس‌شده شوینگر (به انگلیسی: Schwinger reversed-phase coupler) طراحی دیگری است که از موجبرهای موازی استفاده می‌کند، این بار ضلع بلند یکی با دیواره جانبی کوتاه دیگری مشترک است.

#### تزویج‌گر متقاطع-بَر مورنو
تزویج‌گر متقاطع-بَر مورنو (به انگلیسی: Moreno crossed-guide coupler) دارای دو موجبر است که مانند تزویج‌گر بته-حفره (به انگلیسی: Bethe-hole) یکی روی دیگری قرار گرفته‌اند، اما به‌جای موازی، در زوایای قائم با یکدیگر قرار دارند.

#### سه‌راهی جادویی

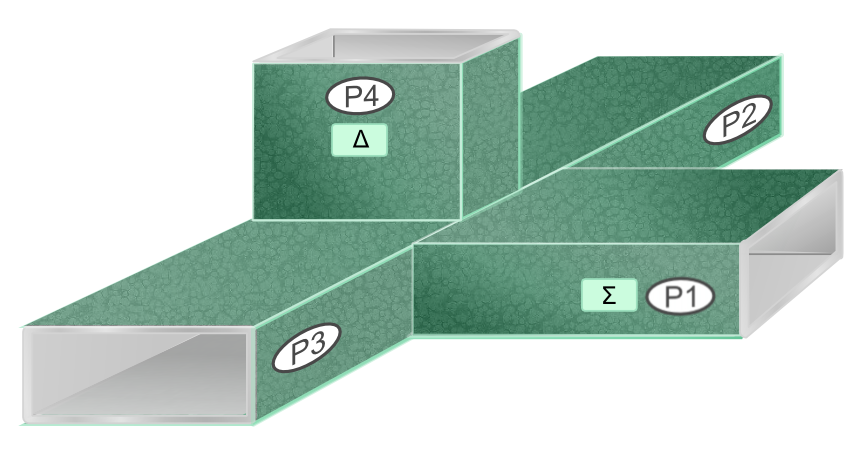
شکل ۱۵. سه‌راهی جادویی

### ترانسفورماتور ترکیبی

شکل ۱۶. ترانسفورماتور ترکیبی ۳ دسی بل برای سیستم 50 Ω

## انواع عناصر گسسته

### ترانسفورماتورهای تقاطعی-متصل‌شده

شکل ۱۷. تزویج‌گر جهت دار با استفاده از ترانسفورماتور

برای فرکانس‌های پایین‌تر (کمتر از 600 MHz) پیاده‌سازی باندپهن فشرده با استفاده از ترانسفورماتورهای RF امکان‌پذیر است.

### سه‌راهی مقاومتی

شکل ۱۸. مدار سه‌راهی مقاومتی ساده برای یک سامانه 50 Ω

## کاربرد

### نظارت
خروجی تزویج شده از تزویج‌گر جهت‌دار را می‌توان برای نظارت بر فرکانس و سطح توان روی سیگنال بدون وقفه‌سازی در توان جاری اصلی در سامانه استفاده کرد (به جز کاهش توان - شکل ۳ را ببینید).

### به‌کاربردن عایق‌بندی

شکل ۲۰. راه‌اندازی آزمایش گیرنده دو-تن

### ترکیب‌کننده‌های توان

شکل ۲۲. چیدمان‌مندی فاز بر روی یک ترکیب‌کننده توان ترکیبی.

### تفاضل فاز

شکل ۲۳. ترکیب فاز دو آنتن

## کتابشناسی - فهرست کتب
این مقاله حاوی محتوای تحت مالکیت عمومی از سند «Electronic Warfare and Radar Systems Engineering Handbook (report number TS 92-78)». Avionics Department of the Naval Air Warfare Center Weapons Division است. (pp. 6–4.1 to 6–4.5 Power Dividers and Directional Couplers)</img>
- Stephen J. Bigelow, Joseph J. Carr, Steve Winder, Understanding telephone electronics Newnes, 2001 شابک ‎۰−۷۵۰۶−۷۱۷۵−۰.
- Geoff H. Bryant, Principles of Microwave Measurements, Institution of Electrical Engineers, 1993 شابک ‎۰−۸۶۳۴۱−۲۹۶−۳.
- Robert J. Chapuis, Amos E. Joel, 100 Years of Telephone Switching (1878–1978): Electronics, computers, and telephone switching (1960–1985), IOS Press, 2003 شابک ‎۱−۵۸۶۰۳−۳۷۲−۷.
- Walter Y. Chen, Home Networking Basis, Prentice Hall Professional, 2003 شابک ‎۰−۱۳−۰۱۶۵۱۱−۵.
- R. Comitangelo, D. Minervini, B. Piovano, "Beam forming networks of optimum size and compactness for multibeam antennas at 900 MHz", IEEE Antennas and Propagation Society International Symposium 1997, vol. 4, pp. 2127-2130, 1997.
- Stephen A. Dyer, Survey of instrumentation and measurement Wiley-IEEE, 2001 شابک ‎۰−۴۷۱−۳۹۴۸۴-X.
- Kyōhei Fujimoto, Mobile Antenna Systems Handbook, Artech House, 2008 شابک ‎۱−۵۹۶۹۳−۱۲۶−۴.
- Preston Gralla, How the Internet Works, Que Publishing, 1998 شابک ‎۰−۷۸۹۷−۱۷۲۶−۳.
- Ian Hickman, Practical Radio-frequency Handbook, Newnes, 2006 شابک ‎۰−۷۵۰۶−۸۰۳۹−۳.
- Apinya Innok, Peerapong Uthansakul, Monthippa Uthansakul, "Angular beamforming technique for MIMO beamforming system", International Journal of Antennas and Propagation, vol. 2012, iss. 11, December 2012.
- Thomas Koryu Ishii, Handbook of Microwave Technology: Components and devices, Academic Press, 1995 شابک ‎۰−۱۲−۳۷۴۶۹۶−۵.
- Y. T. Lo, S. W. Lee, Antenna Handbook: Applications, Springer, 1993 شابک ‎۰−۴۴۲−۰۱۵۹۴−۱.
- Matthaei, George L. ; Young, Leo and Jones, E. M. T. Microwave Filters, Impedance-Matching Networks, and Coupling Structures McGraw-Hill 1964 اُسی‌ال‌سی ۲۹۹۵۷۵۲۷۱
- D. Morgan, A Handbook for EMC Testing and Measurement, IET, 1994 شابک ‎۰−۸۶۳۴۱−۷۵۶−۶.
- Antti V. Räisänen, Arto Lehto, Radio engineering for wireless communication and sensor applications, Artech House, 2003 شابک ‎۱−۵۸۰۵۳−۵۴۲−۹.
- K.R. Reddy, S. B. Badami, V. Balasubramanian, Oscillations And Waves, Universities Press, 1994 شابک ‎۸۱−۷۳۷۱−۰۱۸-X.
- Peter Vizmuller, RF design guide: systems, circuits, and equations, Volume 1, Artech House, 1995 شابک ‎۰−۸۹۰۰۶−۷۵۴−۶.